# KkStB 74 sorozat
A kkStB 74 sorozat egy tehervonati szerkocsisgőzmozdony-sorozat volt acs. kir. osztrák Államvasutaknál (k.k. österreichise Staatsbahnen, kkStB), amely mozdonyok eredetileg a Böhmische Nordbahn-tól származtak (BNB).
A BNB 1903 és 1908 között vásárolta ezeket a négycsatlós mozdonyokat. A hat mozdonyt a Bécsújhelyi Mozdonygyár építette. Belsőkeretes, külső vezérlésűek voltak, és a kinézetük meglepően modern volt. A kedvezőbb kanyarfutás érdekében a negyedik csatolt kerékpár tengelye oldalirányban elmozdulhatott. A BNB az Va osztályba sorolta őket és a 151-156 pályaszámokat adta nekik.
A vasút 1908-as államosítása után a kkStB a kkStB 74 sorozat 01-06 pályaszámokat osztotta ki nekik.
Az első világháború után valamennyi a sorozatba tartozó mozdony a Csehszlovák Államvasutakhoz került a ČSD 414.1 sorozatba. 1965-ig selejtezték őket.

### Fordítás
- Ez a szócikk részben vagy egészben  a   kkStB 74 című német Wikipédia-szócikk fordításán alapul.  Az eredeti cikk szerkesztőit annak laptörténete sorolja fel. Ez a jelzés csupán a megfogalmazás eredetét és a szerzői jogokat jelzi, nem szolgál a cikkben szereplő információk forrásmegjelöléseként.

Az eredeti szócikk forrásai szintén ott találhatóak.